# Bela, a Feia
Bela, a Feia é uma telenovela brasileira produzida e exibida pela Record entre 4 de agosto de 2009 e 2 de junho de 2010, em 217 capítulos, substituindo Promessas de Amor e antecedendo Ribeirão do Tempo. Estreou às 20h30, porém foi transferida para as 22h30 em 2 de março de 2010 após o fim de Poder Paralelo. É um reboot – versão de uma obra com outro encaminhamento – da telenovela colombiana Yo soy Betty, la fea (1999). 
Foi escrita por Gisele Joras com a colaboração de Alessandra Colasanti, Ana Clara Santiago, Denise Crispun, Emilio Boechat e Rodrigo Nogueira, supervisão de texto de Luiz Carlos Maciel, sob direção de Leonardo Miranda e Rudi Lagemann e direção geral de Edson Spinello. Bruno Ferrari e Iran Malfitano venceram o Troféu Internet como Melhor Ator e Melhor Vilão, respectivamente, enquanto Bárbara Borges foi indicada como Melhor Atriz no Prêmio Extra e no Prêmio Contigo!.
Contou com as participações de Giselle Itié, Bruno Ferrari, Carla Cabral, Iran Malfitano, Simone Spoladore, Sílvia Pfeifer, Jonas Bloch e Bárbara Borges.

## Produção

### Parceria com a Televisa
Em maio de 2008 o jornalista Daniel Castro, em sua coluna no jornal Folha de S.Paulo, noticiou que a Rede Record e a emissora mexicana Televisa haviam começado a negociar um termo de parceria, que envolvesse não apenas a exibição de tramas produzidas no México - como a emissora tinha, desde 2000, com o canal brasileiro SBT - mas também a produção de regravações destas tramas com atores e roteiros brasileiros, sem restrições para as adaptações que fossem julgadas necessárias. Ainda naquele ano, tal parceria seria oficialmente anunciada por ambas as emissoras. Após o anúncio, o jornal Folha de S.Paulo afirmou que a emissora produziria uma versão brasileira de Yo soy Betty, la fea – que era do canal colombiano RCN Televisión, mas comercializada pela Televisa. É uma obra representativa na história da teledramaturgia da emissora por ter sido a primeira versão de uma novela estrangeira realizada pelo canal.

### Escolha do elenco

Gisele Itié caracterizada como Bela.

Renata Dominguez foi a primeira convidada para interpretar a protagonista Bela, mas a atriz já havia aceitado a protagonista de Promessas de Amor, antecessora de Bela, a Feia. Bianca Rinaldi e Lavínia Vlasak foram os nomes pensados na sequência, porém ambas estavam de licença-maternidade. Juliana Silveira chegou a pedir para a direção da novela para interpretar Bela, porém a direção optou por descansar sua imagem, uma vez que ela tinha saído da personagem principal de Chamas da Vida há apenas três meses. Bárbara Borges, contratada há poucos meses pela emissora, chegou a ser confirmada, mas foi remanejada para o papel de Elvira após os testes de caracterização dos personagens. Buscando uma alternativa fora da emissora, Alice Braga foi convidada e recusou – a atriz já havia rejeitado outros papeis na Rede Globo por não querer fazer telenovelas, uma vez que isso a afastaria por longos meses de sua carreira no cinema internacional.
Por fim Gisele Itié, Simone Spoladore e Bárbara Paz fizeram os testes, sendo que a primeira foi escolhida. Simone, no entanto, foi bem avaliada pela produção e foi convidada para interpretar Verônica, a principal antagonista da trama. Roger Gobeth foi escolhido para interpretar o protagonista Rodrigo e chegou a gravar as primeiras cenas da novela, porém – por razões não explicadas – a direção decidiu trocá-lo por Bruno Ferrari. Carla Cabral estava escalada para Poder Paralelo, onde viveria a personagem Laila, porém acabou desistindo deste quando recebeu a proposta para viver Cíntia em Bela, a Feia, uma vez que seria um papel de maior destaque, sendo substituída na anterior por Luciana Braga. Em um caminho contrário, Márcio Kieling estava escalado para viver Diego, porém desistiu do papel por uma melhor oportunidade em Poder Paralelo, passando o personagem para Daniel Erthal.
Sérgio Mallandro apareceu como ele mesmo em um programa trash dos anos 90, onde se apresentou a dupla infantil formada por Bela e Dinho, quando crianças. Rodrigo Faro apareceu como ele mesmo apresentando o programa O Melhor do Brasil, numa matéria onde procuram o paradeiro de Bela, vinte anos após o sucesso dela na dupla infantil que formava com Dinho. Neguinho da Beija-Flor apareceu tocando no bar do Clemente, personagem de Benvindo Sequeira.

## Enredo
Anabela ou Bela (Gisele Itié) é uma jovem competente que fez mestrado, doutorado, MBA, fluente em muitos idiomas, mas não consegue emprego por ser considerada feia. Ela mora na Gamboa, no Rio de Janeiro, com o pai viúvo Clemente (Bemvindo Sequeira) e os irmãos Max (Sérgio Hondjakoff) e Elvira (Bárbara Borges) – uma barraqueira que trabalha no salão do tio, Haroldo (João Camargo), e vive em guerra com Magdalena (Laila Zaid) para provar quem é a melhor cabeleireira. Sem perspectivas, Bela aceita um emprego menor de secretária na agência de publicidade +/Brasil, onde se apaixona pelo presidente, Rodrigo (Bruno Ferrari), embora seja desprezada por todos por sua aparência, inclusive pela noiva dele, a arrogante Cíntia (Carla Cabral). O publicitário é filho do dono da empresa, Ricardo (Jonas Bloch), e odeia a mãe, Vera (Sílvia Pfeifer), por acreditar ter sido abandonado por ela na infância. Ela, na verdade, foi obrigada a viver reclusa em uma casa de campo em Teresópolis há 20 anos por Ricardo, que ameaça entrega-la para a polícia por uma morte acidental que causou caso ela volte.
Na +/Brasil ainda trabalha o inescrupuloso Adriano (Iran Malfitano), vice-presidente que articula para derrubar o primo Rodrigo do cargo e assumir a empresa com a ajuda da mãe, Bárbara (Esther Góes), e a ardilosa Verônica (Simone Spoladore), que faz tudo para para subir na carreira, inclusive ajudar nas armações de Adriano e Cíntia e se tornar amante de Ricardo. Já o designer Diogo (Sérgio Menezes) mora com Diego (Daniel Erthal), um modelo que não aceita sua sexualidade e a paixão pelo amigo, se tornando amante de Vanda (Denise Del Vecchio), mãe de Cíntia que o sustenta.
Ainda há outras histórias, como de Dinho (Thierry Figueira), que na infância formava uma dupla musical com Bela, cujas letras sempre zombavam de sua aparência, e que fugiu com todo dinheiro ganho por eles com seu pai, Ataufo (André Mattos), passando a viver de golpes, tornando-se inclusive cúmplices de Verônica. O único que não é filho da falecida esposa de Clemente, Max vive tentando se aproximar da mãe, Samantha (Luíza Tomé), uma mulher mais jovem que ascendeu socialmente após alguns investimentos e mudou-se para Copacabana quando ele ainda era bebê, casando-se com o mulherengo Armando (Raul Gazolla), com quem teve a mimada Ludmila (Marcela Barrozo), e desprezando o filho mais velho por ele ser fruto do romance no subúrbio, um passado o qual ela renega.
Com o passar do tempo Rodrigo se apaixona pela verdadeira essência de Bela, independente da aparência, defendendo-a de todas as humilhações e insultos, o que irrita Cíntia, que arma com Verônica, Dinho e Ataufo para matá-la numa explosão de carro. Dada como morta, Bela, grávida, é salva e acaba parando na casa de Vera, que transforma o visual e a autoestima da moça, fazendo com que ela se torne bonita e confiante e volte à empresa irreconhecível sob o nome de Valentina, representando suas ações e assumindo a presidência para reerguer a empresa e se vingar de todos.

## Elenco
| Intérprete           | Personagem                                   |
| -------------------- | -------------------------------------------- |
| Giselle Itié         | Anabela Palhares (Bela) / Valentina Carvalho |
| Bruno Ferrari        | Rodrigo Ávila                                |
| Iran Malfitano       | Adriano Gomes Ávila                          |
| Carla Cabral         | Cíntia Alcântara                             |
| Simone Spoladore     | Verônica Matoso                              |
| Sílvia Pfeifer       | Vera Ávila                                   |
| Jonas Bloch          | Ricardo Ávila                                |
| Bárbara Borges       | Elvira Palhares (Vivi)                       |
| Luíza Tomé           | Samantha Freitas                             |
| Raul Gazolla         | Armandinho Freitas                           |
| Esther Góes          | Bárbara Gomes Ávila                          |
| Laila Zaid           | Magdalena Fonseca                            |
| André Mattos         | Ataulfo Aguiar                               |
| Thierry Figueira     | Alfredo Aguiar (Dinho)                       |
| Benvindo Sequeira    | Clemente Palhares                            |
| Denise Del Vecchio   | Vanda Alcântara                              |
| Daniel Erthal        | Diego Souza                                  |
| Sérgio Menezes       | Diogo Marques                                |
| Cláudio Heinrich     | Rodolfo Brummer                              |
| Ângela Leal          | Olga Santos                                  |
| Bia Montez           | Hortência Peixoto                            |
| Roberta Gualda       | Luzia Caldas                                 |
| Cláudio Gabriel      | Nelson Barbosa (Nelsinho)                    |
| Raquel Nunes         | Detetive Marcia Sales                        |
| Alexandre Barillari  | Detetive Douglas Nogueira                    |
| Henri Pagnoncelli    | Ariosto Alcântara                            |
| João Camargo         | Haroldo Palhares                             |
| Rafael Primot        | Ícaro Pereira da Silva                       |
| Rômulo Arantes Neto  | Matheus Albuquerque                          |
| Marcela Barrozo      | Ludmila Freitas (Luddy)                      |
| Sérgio Hondjakoff    | Max Freitas Palhares                         |
| Gabriela Moreyra     | Natália Brito                                |
| Pérola Faria         | Juliana Barros                               |
| Oberdan Júnior       | Jacinto Garcia (Jaça)                        |
| Daniel Aguiar        | Guto Gomes Ávila                             |
| Natália Guimarães    | Mariana                                      |
| Ildi Silva           | Dinorá                                       |
| Alice Assef          | Tânia                                        |
| Débora Gomez         | Camila                                       |
| Daniel Andrade       | Bernardo                                     |
| Aracy Cardoso        | Regina                                       |
| Suzana Abranches     | Léa                                          |
| Sabrina Rosa         | Carminha                                     |
| Maria Cristina Gatti | Berenice                                     |
| Bruna Griphao        | Ana Clara Faria (Aninha)                     |
| Vinícius Moreno      | Lucas Crisaldi                               |
| Kaic Chagas          | Victor Hugo Fonseca                          |

### Participações especiais
| Ator                   | Personagem                |
| ---------------------- | ------------------------- |
| Rômulo Estrela         | Fábio                     |
| Catarina Abdalla       | Raimunda Pereira da Silva |
| André Segatti          | Ivo Alencar               |
| Jonathan Azevedo       | Tito                      |
| Viviane Araújo         | Morena                    |
| Gracyanne Barbosa      | Shayene                   |
| Franciely Freduzeski   | Júlia                     |
| Luciele di Camargo     | Úrsula                    |
| Gustavo Ottoni         | Promotor Vargas           |
| Ilya São Paulo         | Promotor Dias             |
| Hélio Ribeiro          | Dr. Érico                 |
| Sandro Rocha           | Mário Lemos               |
| Eduardo Semerjian      | Daniel                    |
| Camila Guebur          | Sheyla                    |
| Ricardo Pavão          | Alberto Ávila             |
| Mário Frias            | Gastão                    |
| Kelly Eshima           | Midori                    |
| Ludmilla Cordeiro      | Noêmia                    |
| Anita Terrana          | Inês                      |
| Nilvan Santos          | Euzébio Rocha             |
| Sidy Correa            | Dr. Rubens                |
| Paulo Giardini         | Delegado                  |
| Créo Kellab            | Basílio do Bueiro         |
| Luccas Bernardes       | Amigo de Ludmila          |
| Marcelo Borghi         | Delegado                  |
| Eduardo Lassah         | Médico de Olga            |
| Tathy Rio              | Amiga de Armando          |
| Anderson Lima          | Pivete                    |
| Raoni Vieira           | Helinho Palhares Ávila    |
| Bruno Pego             | Clemente (jovem)          |
| Estephane Raimunda     | Bela (criança)            |
| Thiago Chagas          | Dinho (criança)           |
| Ana Hickmann           | Ela mesma                 |
| Rodrigo Faro           | Ele mesmo                 |
| Neguinho da Beija-Flor | Ele mesmo                 |
| Cine                   | Eles mesmos               |
| Banda Djavú            | Eles mesmos               |

## Exibições
Inicialmente, era exibida entre 20h30min e 21h30min. Com a estreia da quarta temporada de Ídolos, os capítulos de quarta-feira passam a ser exibidos entre 21h15min. e 22h15min. A partir de 21 de setembro de 2009, passou a ser exibida entre 20h45min. e 22h (com variação às quartas-feiras - entre 21h e 22h15min.). A partir de 19 de outubro de 2009, a exibição se deu entre 21h e 22h. A partir de 16 de novembro de 2009, com a estreia da segunda temporada de A Fazenda, a telenovela passou a ser exibida entre 21h30min. e 22h30min. (com variações esporádicas: entre 21h45min. e 22h30min.; entre 22h e 23h). 
Em 25 de janeiro de 2010, Bela, a Feia passou a ser transmitida entre 22h15 e 23h. Com o fim da segunda temporada de A Fazenda, em 11 de fevereiro de 2010, a novela foi fixada na faixa das 22h por três meses, até 17 de maio daquele ano. No dia 18 de maio, Bela, a Feia passou a dividir horário com sua substituta, Ribeirão do Tempo. Enquanto a estreante era exibida às 22h, a comédia romântica de Gisele Joras era transmitida entre 22h30min. e 23h15min. No seu último capítulo, exibido em 02 de junho de 2010, a dobradinha foi antecipada: Ribeirão do Tempo às 21h30, e Bela, a Feia entre 22h15 e 23h15.
Foi exibida pelo canal pago TLN Network entre 11 de janeiro a 21 de outubro de 2016 substituindo As tontas não vão ao céu e sendo substituída por Manancial.
Foi reprisada de 12 de novembro de 2018 à 15 de outubro de 2019 em 234 capítulos, substituindo Luz do Sol e sendo substituída por A Escrava Isaura às 15h no primeiro horário de reprises.

## Música
Bela, a Feia é uma trilha sonora condizente à novela de mesmo título, exibida pela RecordTV. O álbum foi lançado em 9 de novembro de 2009.
Lista de faixas
| N.º | Título                       | Música                      | Tema de              | Duração |  |
| 1.  | "Bela, a Feia"               | Mano a Mano e Roger Moreira | Abertura             | 3:43    |  |
| 2.  | "Garota Radical"             | Cine                        | Ludmila              | 3:25    |  |
| 3.  | "Se For Embora"              | Chimarruts                  | Cíntia e Rodrigo     | 3:31    |  |
| 4.  | "Dulce Melodia / Mi Sol"     | Jesse & Joy                 | Bela e Rodrigo       | 3:16    |  |
| 5.  | "Lição de Amor"              | Royce do Cavaco             | Clemente e Hortência | 3:42    |  |
| 6.  | "Quem Foi Que Disse"         | Eduardo Costa (cantor)      | Luzia e Nelson       | 3:20    |  |
| 7.  | "Congênito"                  | Karla Sabah e Luiz Melodia  | Vera                 | 3:47    |  |
| 8.  | "Mamãe Passou Açúcar em Mim" | Lupa Mabuze                 | Armando              | 3:45    |  |
| 9.  | "In Your Heart I'm Home"     | Alex Band e Laís            | Bela e Rodrigo       | 3:45    |  |
| 10. | "Livro Antigo"               | André Rass                  | Diogo e Diego        | 3:20    |  |
| 11. | "Sou Maluca"                 | Dolls                       | Elvira               | 3:24    |  |
| 12. | "Jazz Mediterraneé"          | Luiz Mazziotti              | Bárbara              | 3:15    |  |
| 13. | "Pisou na Bola"              | Tutti Baê                   | Dinho e Ataúlfo      | 3:31    |  |
| 14. | "Me Chama"                   | Ângela Ro Ro                | Cíntia               | 3:38    |  |
| 15. | "Nave do Amor"               | Banda Djavú                 | Magdalena            | 3:27    |  |
| 16. | "Condição"                   | Brisa                       | Vanda                | 3:31    |  |
| 17. | "Nada Faz Sentido Sem Você"  | Thomas Morkos               | Max e Natália        | 3:44    |  |
| 18. | "Heroína e Vilã"             | Antônio Villeroy            | Verônica             | 3:22    |  |
| 19. | "Não Pode Parar"             | Magoo                       | Adriano              | 3:44    |  |
| 20. | "Menina Chapa-Quente"        | Perlla                      | Luzia                | 3:15    |  |

Outras canções não incluídas no álbum
- "Toda Forma de Amor" - Lulu Santos (tema de Diogo e Diego)
- "Com Açúcar, Com Afeto" - Fafá de Belém (tema de Douglas e Márcia)

## Audiência

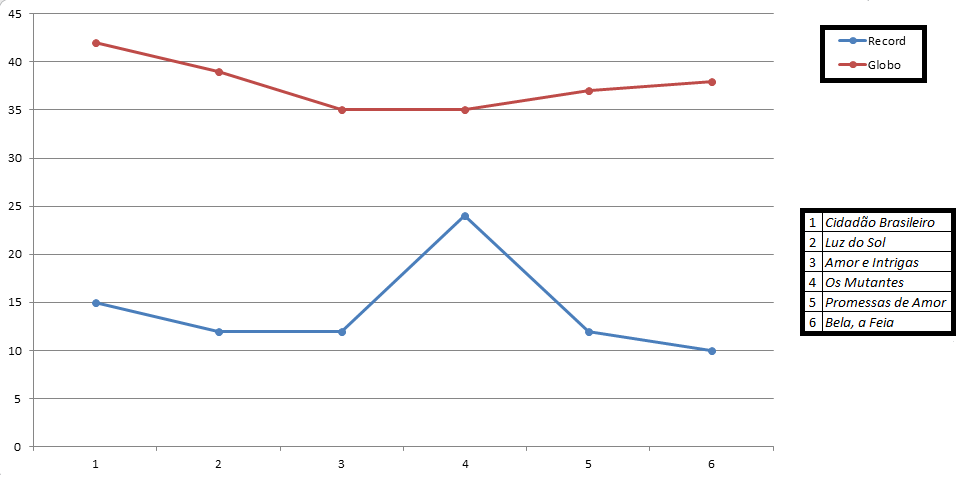
Audiência obtida pela RecordTV na estreia de suas "novelas das oito" e pela Rede Globo no mesmo dia.

Bela, a Feia estreou com audiência de 10 pontos com picos de 13. Com o passar dos capítulos a audiência da novela foi aumentando, chegando a atingir índices estabilizados entre 15 e 18 pontos, o que fez com que a direção esticasse sua exibição. Em 7 de abril de 2010, durante o capítulo de transformação da personagem central, a novela registrou seu melhor resultado, chegando aos 18 pontos de média e 25 pontos de pico e 40% do share contra 14 da Rede Globo, que exibia o filme Os Desafinados no horário, garantindo a liderança.
Em seu penúltimo capítulo, em 1 de junho de 2010, a novela chegou aos 18 pontos em São Paulo e 24 no Rio de Janeiro, contra 15 da Rede Globo no mesmo horário, que exibia Casseta & Planeta, Urgente! e o seriado Força-Tarefa, conseguindo a liderança isolada. No dia seguinte, no último capítulo, a trama obteve 17 pontos com picos de 20 em São Paulo e 25 pontos com picos de 30 no Rio de Janeiro, ficando em primeiro lugar. O jornalista Pedro Paulo Figueiredo, do portal UOL, notou que Bela, a Feia conseguiu uma virada na audiência inesperada, visto o difícil começo.
Reprise
O primeiro capítulo da reprise, em 12 de novembro de 2018, marcou 8.4 pontos e chegou a atingir o primeiro lugar durante parte de sua exibição contra o Vídeo Show. Além disso, a reestreia atingiu a liderança na audiência em outras capitais, como em Belo Horizonte, onde marcou 9,1 contra 6,8 do Vídeo Show e Sessão da Tarde que nesse dia exibia o filme Antes de Partir; Em Vitória cravou 10 pontos e em Salvador 15 contra 9 da concorrente. Porém, nas semanas seguintes a novela passou a travar uma disputa acirrada contra o programa de fofocas Fofocalizando do SBT, chegando a vencer ele em algumas ocasiões ou até mesmo ser superado pela atração da concorrente em décimos, além de acumular vários empates.
Em 25 de dezembro registrou sua menor audiência com 3,7 pontos. Em 14 de agosto de 2019, alcançou 10 pontos com o início da transformação de Bela, sendo essa a maior audiência de todas as reprises da tarde da Record, ficando na vice-liderança isolada, além de vencer em diversas ocasiões o Fofocalizando e alcançar a liderança em alguns minutos. Em 15 de agosto, com a sequência da cena já com a entrada de Bela transformada, a novela novamente marcou 10 pontos com picos de 13 e liderou no horário. Nos capítulos seguintes a trama permaneceu na casa dos 9 pontos, chegando também a picos de 10. A novela superou todas as suas antecessoras desde a criação da faixa em 2015, além de ter marcado índices altos em diversas capitais O Último capítulo, exibido em 15 de outubro de 2019, registrou 9,3 pontos ficando na vice-liderança isolada, encostando na Rede Globo que exibia a Sessão da Tarde com o filme Kung Fu Panda 2. Teve média geral de 7,4 pontos, se tornando a maior audiência da faixa das 15 horas.

## Prêmios e indicações
| Ano  | Prêmio                       | Categoria                | Indicação      | Resultado | Ref.   |
| ---- | ---------------------------- | ------------------------ | -------------- | --------- | ------ |
| 2009 | Prêmio Extra de Televisão    | Melhor Novela            | Bela, a Feia   | Indicado  | [ 3 ]  |
| 2009 | Prêmio Extra de Televisão    | Melhor Atriz Coadjuvante | Bárbara Borges | Indicado  | [ 3 ]  |
| 2009 | Prêmio Extra de Televisão    | Melhor Maquiagem         | Bela, a Feia   | Indicado  | [ 3 ]  |
| 2009 | Prêmio Extra de Televisão    | Melhor Figurino          | Bela, a Feia   | Indicado  | [ 3 ]  |
| 2010 | Troféu Internet              | Melhor Ator              | Bruno Ferrari  | Venceu    | [ 2 ]  |
| 2010 | Troféu Internet              | Melhor Vilão             | Iran Malfitano | Venceu    | [ 2 ]  |
| 2010 | Prêmio Contigo! de TV        | Melhor Atriz Coadjuvante | Bárbara Borges | Indicado  | [ 4 ]  |
| 2010 | Prêmio Arte Qualidade Brasil | Melhor Novela            | Bela, a Feia   | Indicado  | [ 46 ] |
| 2010 | Prêmio Arte Qualidade Brasil | Melhor Atriz             | Giselle Itié   | Indicado  | [ 46 ] |
| 2010 | Prêmio Arte Qualidade Brasil | Melhor Direção           | Edson Spinello | Indicado  | [ 46 ] |
| 2010 | Melhores do Ano: MdeMulher   | Melhor Novela            | Bela, a Feia   | Indicado  | [ 47 ] |
| 2010 | Melhores do Ano: MdeMulher   | Melhor Mocinha           | Giselle Itié   | Indicado  | [ 47 ] |